# Gustaw Adolf Henckel von Donnersmarck
Gustaw Adolf Henckel von Donnersmarck (ur. 31 sierpnia 1764 w Świerklańcu, zm. 10 listopada 1813 pod Głogowem) – ostatni pan feudalny Tarnowskich Gór, wolny pan stanowy Bytomia, baron i hrabia cesarstwa.

## Życiorys
Był starszym synem hrabiego Erdmanna Gustawa i baronówny Rudolfiny von Dyherrn und Schönau z Jemielnej. Spośród siedmiorga rodzeństwa przeżył tylko on i jego młodszy brat Karol Łazarz.
Jego rządy w Tarnowskich Górach to zaledwie trzy lata. Przypadły jednak na jeden z najbardziej burzliwych okresów w dziejach Śląska i całej Europy – czas wojen napoleońskich.
W wieku 26 lat ożenił się z młodszą o sześć lat Joanną Eleonorą von Prittwitz und Gaffron, dziedziczką dóbr Gręboszów koło Namysłowa. Pierwszym dzieckiem tej pary był syn, Gustaw Henryk, który urodził się latem 1791 (zm. w połowie czerwca 1809), a rok później przyszła na świat Eleonora (zwana w domu Lorette). Następna córka Adelajda urodziła się w 1804 r.
Po śmierci ojca odziedziczył dobra rodowe z zamkiem w Świerklańcu oraz władzą nad Tarnowskimi Górami. Przejął także – jako 7. pośród Hencklów – godność wolnego pana stanowego Bytomia, pomimo starszeństwa dwóch stryjów: Gottlieb Ernest (ur. 1736) i Eliasz Maksymilian (ur. 1748). Złamano zasadę senioratu, zgodnie z którą powinna być dziedziczona ta godność. Możliwe, że zdecydowały o tym cechy samego Gustawa Adolfa. Służył w armii pruskiej jako dowódca dywizji piechoty. W tych czasach osoba z takim doświadczeniem była najbardziej potrzebna do przewodzenia rodzinie.
W 1807 po raz kolejny cesarz Francuzów Napoleon pokonał pruską i rosyjską armię. W Tylży nad Niemnem podpisano traktat. Na jego mocy Prusy wyszły z wojny bardzo okrojone. Utraciły większość ziem polskich zagarniętych podczas II i II rozbioru. Rzeka Brynica nieopodal świerklanieckiego zamku, znowu stała się granicą tym razem między Prusami a Księstwem Warszawskim.
Pruscy politycy skupieni wokół monarchy zdawali sobie sprawę z bezwzględnej potrzeby reformy państwa. 19 listopada 1808 r. ogłoszono edykt królewski o wolności miast. Według nowego prawa mieszczanie nie podlegali już władzy pana feudalnego. Panowie stanowi nie mogli np. wyznaczać według swego uznania burmistrzów, rady miasta itd. Pozostawiono im jednak zwierzchnie prawa sądownicze (sądownictwo patrymonialne zostało zniesione dopiero w 1848). W 1812 Napoleon ruszył z Wielką Armią na podbój Rosji. Zakończyło się to klęską i zimowym odwrotem.
1 marca 1813 Gustaw Adolf był świadkiem na ślubie swej starszej córki Loretty. Jej mężem został daleki kuzyn hrabia Łazarz Jan Nepomuk Henckel von Donnersmarck z linii bytomskiej. Loretta po śmierci brata, Gustawa Henryka była spadkobierczynią dóbr swej matki, tj. Gręboszowa. Wraz z jej ręką przechodziły one na jej potomków, czyli także Henckel von Donnersmarcków.
Gustaw Adolf zginął kilka miesięcy później 10 listopada 1813 w walce z Francuzami pod Głogowem; odmówił ułaskawienia zaoferowanego przez Francuzów i został przekłuty przez około 20 bagnetów. Zdarto z niego mundur i paradowano z nim po mieście na znak zwycięstwa. Nagie zwłoki znaleźli Prusacy następnego dnia. Jego ciało hrabina Loretta sprowadziła do rodzinnego Gręboszowa i pochowała na parafialnym cmentarzu niedaleko pałacu. Na grobie stanął żeliwny monument z herbem hrabiego i symbolami jego żołnierskiej chwały. Król pruski docenił zasługi Gustawa Adolfa. Odznaczył go Orderem Orła Czerwonego. Nagrobek Gustawa Adolfa przetrwał do czasów współczesnych jako jedyny spośród wszystkich nagrobków świerklanieckich Henckel von Donnersmarcków.
Gręboszów odziedziczyła Loretta. Świerklaniec i pozostałe dobra wokół Tarnowskich Gór dostał młodszy brat Gustawa Adolfa, Karol Łazarz. 8. Wolnym panem stanowym został najstarszy w rodzie, stryj Eliasz Maksymilian.